# Julien Péridier
Julien Péridier (1882 - 19 d'abril de 1967) va ser un enginyer elèctric francès i astrònom aficionat. Per la seva feina, va ser nomenat Oficial de la Legió d'Honor.
El 1933 va fundar un observatori privat a Le Houga (Gers, França). El 1959 l'observatori va ser part d'una campanya d'observació en relació amb una ocultació de Regulus per Venus. L'equip d'observadors de la Universitat Harvard a Le Houga va ser dirigit per Gérard de Vaucouleurs, que havia col·laborat anteriorment amb Julien Péridier en estudis a l'observatori. L'èxit del treball de 1959 va originar una col·laboració de cinc anys amb la NASA en la fotometria de la Lluna i els planetes utilitzant un reflector de 300 mm.
Es va casar amb Adrienne Blanc-Péridier, que era una autora d'obres en un acte, novel·les romàntiques, i biografies. Després de la mort de l'astrònom, la seva biblioteca i els instruments van ser adquirits per l'Observatori McDonald de la Universitat de Texas, per al seu ús en l'ensenyament de l'astronomia. Un cràter d'impacte a Mart és anomenat en el seu honor. El doble telescopi refractor de 200 mm, a Le Houga, va ser àmpliament utilitzat per a l'estudi dels planetes i l'ensenyament de joves astrònoms.